# Darksiders II
Darksiders II: Death Lives (Поборники тьмы II: Смерть живёт) — компьютерная игра в жанрах слешер и action RPG, разработанная компанией Vigil Games и изданная THQ. Игра является прямым продолжением Darksiders. В Darksiders II игроку даётся возможность сыграть за другого всадника Апокалипсиса — Смерть, который решил искупить грехи своего брата Войны. Игра вышла 14 августа 2012 года на Windows, PlayStation 3, Xbox 360, также 18 ноября на Wii U, а 27 октября 2015 года вышло переиздание на Playstation 4 и Xbox One. В 2018 году вышло продолжение игры — Darksiders III.

## Игровой процесс
Игровой процесс Darksiders II очень схож с первой частью и являет собой смесь жанров слешер и ролевой боевик. Герой (Всадник Апокалипсиса Смерть) путешествует по условно открытому миру, так как некоторые локации возможно пройти только при наличии определённых способностей. По мере прохождение протагонист посетит 6 игровых карт, имеющих свой собственный антураж и населенных соответствующими им противниками, для борьбы с которыми необходимо найти определённый подход.
Помимо пары кос, которые при исполнении комбо могут объединяться в одну мощную косу, протагонист борется с врагами и при помощи дополнительного оружия (быстрого в виде рукавиц, когтей, наручных серпов и тяжелого — секир, молотов, палиц, глеф) и предметов (пистолет и пушки). Отдельным видом оружия в игре считается так называемое одержимое оружие, которое можно самостоятельно улучшить до определённого уровня, «скармливая» ему другое ненужное оружие и предметы; в то же время такое оружие, равно как и зачарованное стихийное, встречается редко.
В отличие от предыдущей игры, теперь персонаж может надевать и менять экипировку для улучшения своих характеристик. В игру так же добавлено золото в виде валюты (выпадает из убитых врагов, разрушаемых предметов окружения или получается в награду за выполнение заданий), а из душ теперь остались зеленые (восполняют здоровье) и синие (восстанавливают ярость, позволяющую использовать магические умения персонажа). Используя золото, игрок может торговать с неигровыми персонажами, приобретая оружие, экипировку, зелья и боевые приемы.
Помимо вышеперечисленного, персонаж игрока теперь получает опыт за уничтожение врагов и выполнение заданий. С каждым новым уровнем приобретается одно очко умений, которое тратится на получение новых активных боевых способностей и развитие уже имеющихся. При этом автолевелинг в игре на противников не распространяется: для успешного противостояния некоторым врагам протагонист должен иметь соответствующий или более высокий уровень. Так же персонаж игрока при заполнении особой шкалы на короткое время может принимать Форму Жнеца, увеличивающую наносимый урон и ослабляющую получаемый от врагов.
В перемещении по локациям (пешком, преодолевая препятствия) Смерти помогают его спутники: боевой конь Отчаяние (можно призвать для преодоления больших расстояний и атаковать встреченных врагов) и ворон Прах (указывает путь к цели). В Кузнечных Землях некоторые участки, непроходимые стандартным способом, можно преодолевать верхом на конструкте. Добраться до особо трудных участков локаций позволяют активные способности «Мертвая хватка» (альтернатива крюка) и «Путник в пустоте», создающий порталы в строго указанных участках.

## Сюжет
Действие Darksiders II разворачивается после уничтожения Третьего царства (Земли), но до разрушения последней печати и начала Апокалипсиса. Всадник Война находится в заключении и ожидает суда Обугленного Совета. Узнав об этом, старший из Всадников — Смерть, уверенный в невиновности брата, решает исправить ситуацию, воскресив человечество.
В поисках способа выполнить поставленную задачу Смерть отправляется к давнему союзнику Хранителю тайн (Старейшему Ворону). Хранитель указывает путь к Древу Жизни, но ставит условие — Смерть заберёт у него амулет с душами расы Нефилимов — братьев и сестёр Смерти, которых когда-то он сам и истребил. Отказавшись, Смерть вынужден сразиться со Старейшим Вороном, принявшим облик Войны. По итогам схватки Хранитель был убит, амулет разбит и запечатан в теле Смерти; Всадник теряет сознание и оказывается втянут в портал.
Смерть просыпается в Кузнечных Землях, мире Творцов. Их мир постепенно умирает, чему способствует и неведомая напасть — Порча (англ. Corruption), оскверняющая все, чего касается. Она же перекрыла путь к Древу Жизни. Чтобы пробиться к Древу, Смерть помогает восстановить Кузницу Творцов, а затем с помощью местного искателя приключений Карна оживляет гигантского каменного Стража, созданного Творцами ранее специально для борьбы с Порчей. Однако Страж сам оказывается заражен Порчей и начинает буйствовать, разрушая всё на своем пути. В нелегкой схватке и при помощи старейшины Творцов Эйдарда Смерть смог победить гиганта, а старейшина ценой своей жизни очистил Стража от Порчи, направив его исполнять заложенную задачу.
Добравшись до Древа Жизни, Смерть попадает в ловушку Порчи и сталкивается лицом к лицу с её аватаром — Авессаломом, предводителем Нефилимов, которого Всадник когда-то собственноручно убил. Падший полководец, являясь источником Порчи, предрекает гибель всего мироздания в отместку за то, что Нефилимы были в своё время обделены собственным миром-домом.
Смерть оказывается в Царстве Мертвых. Добившись встречи с правителем этого мира, Костяным Владыкой, Всадник интересуется о способе воскрешения человечества. Однако король не дает прямого ответа, вместо этого, после выполнения эгоистичного поручения, направляя Смерть в Город Мертвых. Там Бледный всадник встречает дух Старейшего Ворона, который раскрывает, что единственный способ для Смерти добиться своей цели — воспользоваться Источником Душ. Но для доступа к этому священному месту нужны два ключа, хранящиеся по одному у ангелов и демонов.
Побывав на ангельской заставе Утраченный свет, Всадник помогает вернуть из опустошенной Земли нужный ангелам артефакт и добраться до места хранения первого ключа. Однако оказывается, что хозяин заставы, Архонт Люсьен, всё это время самолично хранил ключ, не желая отдавать его; более того, сам он давно поражен Порчей. С боем Всадник завладевает ключом и отправляется в мир демонов.
Встретив создательницу Нефилимов — Королеву демонов Лилит, Смерть находит способ добыть ключ демонов, который в свое время хранил Самаэль. Оказавшись в прошлом, Всадник сходится в поединке с Князем Ада, который, убедившись в могуществе Всадника, добровольно отдает ключ. Заполучив оба ключа, Смерть наконец достигает Источника Душ, где дает последний бой Авессалому, охраняющему Источник. В тяжелой битве Бледный всадник окончательно убивает брата и оказывается перед непростым выбором: пожертвовать ли душами людей ради воскрешения Нефилимов или наоборот. Верный клятве защищать Войну, Смерть использует души Нефилимов, чтобы возродить человечество.
Одновременно на Земле Война убивает Аваддона-Разрушителя, последняя печать сломана, официально начинается Апокалипсис. Прибывают остальные Всадники. И их всегда будет четверо.
Перед финальными титрами Лилит отчитывается перед неизвестным; её задумка возродить Нефилимов через подстрекательство Смерти не оправдалась, за что неизвестный (по всей видимости, Люцифер) обещает ей суровое наказание.

## Продолжение
Третья часть серии Darksiders была изначально запланирована Vigil Games. Но судьба франшизы повисла в воздухе, когда стало известно о финансовых осложнениях компании. Её материнская компания THQ в 2012 году подала заявление о банкротстве. Многие активы компании, за исключением Vigil Games и серии Darksiders, были распроданы на аукционе. В апреле 2013 начался новый аукцион по продаже прав на эту франшизу. Несколько компаний, такие как Platinum Games и Crytek, заявили желание участвовать в торгах. 22 апреля франшизу Darksiders приобрела компания Nordic Games.
2 мая 2017 года THQ Nordic и Gunfire Games объявили, что 3 часть франшизы Darksiders находится в разработке. Игра вышла 27 ноября 2018 года на Windows, PlayStation 4 и Xbox One.

## Критика и продажи
| Сводный рейтинг       | Сводный рейтинг                                                                       |
| Агрегатор             | Оценка                                                                                |
| --------------------- | ------------------------------------------------------------------------------------- |
| GameRankings          | Wii U: 84,96 % PS3: 84,75 % X360: 83,39 % PC: 82,00 % PS4: 73,00 % XONE: 72,00 %      |
| Metacritic            | PC: 81/100 PS3: 84/100 X360: 83/100 Wii U: 85/100 PS4: 72/100 XONE: 75/100 NS: 77/100 |
| Иноязычные издания    |                                                                                       |
| Издание               | Оценка                                                                                |
| CGM                   | 7.5/10                                                                                |
| CVG                   | 7.5/10                                                                                |
| G4                    | [ 24 ]                                                                                |
| Game Informer         | 9/10                                                                                  |
| GameRevolution        | [ 26 ]                                                                                |
| GameSpot              | (PC) 8/10 (X360) 8.5/10 (PS3) 8.5/10 (Wii U) 8/10                                     |
| IGN                   | 7.5/10                                                                                |
| Jeuxvideo.com         | 16/20                                                                                 |
| Nintendo Life         | [ 33 ]                                                                                |
| Nintendo World Report | 8.5/10                                                                                |
| PC Gamer (US)         | 77/100                                                                                |
| Push Square           | [ 36 ]                                                                                |
| VentureBeat           | 89/100                                                                                |
| Русскоязычные издания |                                                                                       |
| Издание               | Оценка                                                                                |
| PlayGround.ru         | 8,3/10                                                                                |
| StopGame.ru           | Похвально                                                                             |

Игра получила преимущественно положительные отзывы.
Летом 2018 года, благодаря уязвимости в защите Steam Web API, стало известно, что точное количество пользователей сервиса Steam, которые играли в Darksiders II Deathinitive Edition хотя бы один раз, составляет 560 050 человек.